# Clasificación para la Copa Asiática 2027
La clasificación para la Copa Asiática de la AFC 2027 es el proceso de clasificación organizado por la Confederación Asiática de Fútbol (AFC) para determinar los equipos que participarán en la Copa Asiática 2027. Corresponde a la 19.ª edición del campeonato internacional de fútbol masculino.
Desde el año 2019, la fase principal de la Copa Asiática es disputada por 24 equipos. Desde el año 2004 hasta 2015 participaban 16 equipos.
El proceso de clasificación incluye cuatro rondas, donde las dos primeras se duplican como la clasificación de la Copa Mundial de la FIFA Canadá, Estados Unidos y México 2026 para los equipos asiáticos.

## Formato
La estructura de clasificación es la siguiente:
- Primera ronda: 20 equipos (ranqueados 27–46). Los 10 ganadores avanzan a la segunda ronda. Los partidos se juegan a eliminatoria a doble partido, donde cada equipo juega como local en un partido.
- Segunda ronda: 36 equipos. Participarán los 26 mejores ranqueados y los 10 ganadores de la primera ronda.
  - Se dividirán en nueve grupos de cuatro equipos. Los partidos se jugarán en un sistema de todos contra todos a ida y vuelta, donde cada equipo jugará como local tres partidos y de visitante tres partidos. Los dos primeros de cada grupo avanzarán a la tercera ronda de clasificación para la Copa Mundial de la FIFA 2026, además de clasificarse para la Copa Asiática de la AFC 2027 junto con el anfitrión.
  - Los 18 equipos restantes avanzarán directamente a la tercera ronda de clasificación de la Copa Asiática.
- Ronda de play-off: Seis equipos perdedores de la primera ronda competirán en partidos de ida y vuelta que determinarán los tres clasificados finales para la tercera ronda.
- Tercera ronda: Los 24 equipos (tres mejores perdedores clasificados de la primera ronda + 18 equipos en tercer y cuarto lugar de la segunda ronda + 3 ganadores de la ronda de play-off) se dividirán en seis grupos de cuatro para jugar partidos de ida y vuelta todos contra todos, y competirán por las plazas restantes de la Copa Asiática, donde los seis primeros clasificarán.

## Participantes
Ingresan 47 naciones afiliadas a la AFC a la etapa de clasificación. Para determinar qué naciones compiten en la primera ronda y qué naciones lo hacen desde de la segunda ronda se utiliza el ranking mundial de la FIFA al momento del sorteo. Para la ubicación de los equipos en la segunda ronda y en los sorteos de la tercera ronda, se espera que se utilicen los ranking FIFA más recientes antes de esos sorteos, Sri Lanka finalmente logró levantar la suspensión por parte de la FIFA. La selección de las Islas Marianas del Norte, que ingresó como miembro de la AFC en 2020, es elegible para clasificar desde la ronda de play-off, sin embargo se retiró antes del sorteo de dicha ronda.
| Equipos en segunda ronda | Equipos en primera ronda | Equipo en la ronda de play-off   |
| --- | --- | -------------------------------- |
| 1. Japón (20) 2. Irán (22) 3. Australia (27) 4. Corea del Sur (28) 5. Arabia Saudita (54) 6. Catar (59) 7. Irak (67) 8. Emiratos Árabes Unidos (72) 9. Omán (73) 10. Uzbekistán (74) 11. China (80) 12. Jordania (82) 13. Baréin (86) 14. Siria (94) 15. Vietnam (95) 16. Palestina (96) 17. Kirguistán (97) 18. India (99) 19. Líbano (100) 20. Tayikistán (110) 21. Tailandia (113) 22. Corea del Norte (115) 23. Filipinas (135) 24. Malasia (136) 25. Kuwait (137) 26. Turkmenistán (138) | 27. Hong Kong (149) 28. Indonesia (150) 29. China Taipéi (153) 30. Maldivas (155) 31. Yemen (156) 32. Afganistán (157) 33. Singapur (158) 34. Birmania (160) 35. Nepal (175) 36. Camboya (176) 37. Macao (182) 38. Mongolia (183) 39. Bután (185) 40. Laos (187) 41. Bangladés (189) 42. Brunéi (190) 43. Timor Oriental (192) 44. Pakistán (201) 45. Guam (203) 46. Sri Lanka (204) | 47. Islas Marianas del Norte (–) |

## Calendario
El calendario de la competencia es el siguiente, según el calendario internacional FIFA.
| Ronda         | Jornada   | Fecha                   |
| ------------- | --------- | ----------------------- |
| Primera ronda | Ida       | 12 de octubre de 2023   |
| Primera ronda | Vuelta    | 17 de octubre de 2023   |
| Segunda ronda | Jornada 1 | 16 de noviembre de 2023 |
| Segunda ronda | Jornada 2 | 21 de noviembre de 2023 |
| Segunda ronda | Jornada 3 | 21 de marzo de 2024     |
| Segunda ronda | Jornada 4 | 26 de marzo de 2024     |
| Segunda ronda | Jornada 5 | 6 de junio de 2024      |
| Segunda ronda | Jornada 6 | 11 de junio de 2024     |

| Ronda             | Jornada   | Fecha                    |
| ----------------- | --------- | ------------------------ |
| Ronda de play-off | Ida       | 5 de septiembre de 2024  |
| Ronda de play-off | Vuelta    | 10 de septiembre de 2024 |
| Tercera ronda     | Jornada 1 | 25 de marzo de 2025      |
| Tercera ronda     | Jornada 2 | 10 de junio de 2025      |
| Tercera ronda     | Jornada 3 | 9 de octubre de 2025     |
| Tercera ronda     | Jornada 4 | 14 de octubre de 2025    |
| Tercera ronda     | Jornada 5 | 18 de noviembre de 2025  |
| Tercera ronda     | Jornada 6 | 31 de marzo de 2026      |

## Primera ronda
Participaron en esta ronda 20 selecciones, distribuidas en 10 series de dos equipos; los enfrentamientos quedaron definidos mediante un sorteo realizado el 27 de julio de 2023 en Kuala Lumpur, Malasia a las 14:00 (UTC+8). Los partidos se llevaron a cabo el 12 y 17 de octubre de 2023 y clasificaron a la siguiente ronda los ganadores de cada serie.

### Partidos
| Equipo 1     | Agr. | Equipo 2       | Ida | Vuelta |
| ------------ | ---- | -------------- | --- | ------ |
| Afganistán   | 2–0  | Mongolia       | 1–0 | 1–0    |
| Maldivas     | 2–3  | Bangladés      | 1–1 | 1–2    |
| Singapur     | 3–1  | Guam           | 2–1 | 1–0    |
| Yemen        | 4–1  | Sri Lanka      | 3–0 | 1–1    |
| Birmania     | 5–1  | Macao          | 5–1 | 0–0    |
| Camboya      | 0–1  | Pakistán       | 0–0 | 0–1    |
| China Taipéi | 7–0  | Timor Oriental | 4–0 | 3–0    |
| Indonesia    | 12–0 | Brunéi         | 6–0 | 6–0    |
| Hong Kong    | 4–2  | Bután          | 4–0 | 0–2    |
| Nepal        | 2–1  | Laos           | 1–1 | 1–0    |

### Tabla de eliminados
| Pos. | Equipo         | Pts. | PJ | G | E | P | GF | GC | Dif. | Clasificación     |
| ---- | -------------- | ---- | -- | - | - | - | -- | -- | ---- | ----------------- |
| 1    | Bután          | 3    | 2  | 1 | 0 | 1 | 2  | 4  | −2   | Tercera ronda     |
| 2    | Maldivas       | 1    | 2  | 0 | 1 | 1 | 2  | 3  | −1   | Tercera ronda     |
| 3    | Laos           | 1    | 2  | 0 | 1 | 1 | 1  | 2  | −1   | Tercera ronda     |
| 4    | Camboya        | 1    | 2  | 0 | 1 | 1 | 0  | 1  | −1   | Ronda de play-off |
| 5    | Sri Lanka      | 1    | 2  | 0 | 1 | 1 | 1  | 4  | −3   | Ronda de play-off |
| 6    | Macao          | 1    | 2  | 0 | 1 | 1 | 1  | 5  | −4   | Ronda de play-off |
| 7    | Guam           | 0    | 2  | 0 | 0 | 2 | 1  | 3  | −2   | Retirado          |
| 8    | Mongolia       | 0    | 2  | 0 | 0 | 2 | 0  | 2  | −2   | Ronda de play-off |
| 9    | Timor Oriental | 0    | 2  | 0 | 0 | 2 | 0  | 7  | −7   | Ronda de play-off |
| 10   | Brunéi         | 0    | 2  | 0 | 0 | 2 | 0  | 12 | −12  | Ronda de play-off |

 Fuente: AFC
Criterios de clasificación: 1) Puntos; 2) Diferencia de gol; 3) Goles anotados; 4) Partido de desempate.

## Segunda ronda
Participaron 36 selecciones, divididas en nueve grupos de cuatro equipos, ingresaron en esta ronda, 10 procedentes de la ronda anterior y 26 que iniciaron su camino en esta instancia, los grupos quedaron conformados mediante sorteo realizado el 27 de julio de 2023 a las 16:00 (UTC+8). Los partidos se llevaron a cabo del 16 de noviembre de 2023 al 11 de junio de 2024 y clasificaron a la siguiente ronda los dos primeros de cada grupo.

     – Clasificados a la Copa Asiática 2027.
     – Clasificados a la Tercera ronda.

### Grupo A
| Pos. | Equipo     | Pts. | PJ | G | E | P | GF | GC | Dif. |  |
| ---- | ---------- | ---- | -- | - | - | - | -- | -- | ---- |  |
| 1    | Catar      | 16   | 6  | 5 | 1 | 0 | 18 | 3  | +15  |  |
| 2    | Kuwait     | 7    | 6  | 2 | 1 | 3 | 6  | 6  | 0    |  |
| 3    | India      | 5    | 6  | 1 | 2 | 3 | 3  | 7  | −4   |  |
| 4    | Afganistán | 5    | 6  | 1 | 2 | 3 | 3  | 14 | −11  |  |

 Fuente: AFC
| \| Fecha \| Lugar \| Local \| \| Resultado \| \| Visitante \| \| ----------------------- \| ------------------------------ \| ---------- \| \| --------- \| \| ---------- \| \| 16 de noviembre de 2023 \| Rayán \| Catar \| \| 8 – 1 \| \| Afganistán \| \| 16 de noviembre de 2023 \| Kuwait \| Kuwait \| \| 0 – 1 \| \| India \| \| 21 de noviembre de 2023 \| Bhubaneshwar \| India \| \| 0 – 3 \| \| Catar \| \| 21 de noviembre de 2023 \| Dammam (Arabia Saudita)[n. 1] \| Afganistán \| \| 0 – 4 \| \| Kuwait \| \| 21 de marzo de 2024 \| Rayán \| Catar \| \| 3 – 0 \| \| Kuwait \| \| 21 de marzo de 2024 \| Abha (Arabia Saudita)[n. 1] \| Afganistán \| \| 0 – 0 \| \| India \| \| 26 de marzo de 2024 \| Guwahati \| India \| \| 1 – 2 \| \| Afganistán \| \| 26 de marzo de 2024 \| Al-Farwaniya \| Kuwait \| \| 1 – 2 \| \| Catar \| \| 6 de junio de 2024 \| Calcuta \| India \| \| 0 – 0 \| \| Kuwait \| \| 6 de junio de 2024 \| Al-Hasa (Arabia Saudita)[n. 1] \| Afganistán \| \| 0 – 0 \| \| Catar \| \| 11 de junio de 2024 \| Rayán \| Catar \| \| 2 – 1 \| \| India \| \| 11 de junio de 2024 \| Kuwait \| Kuwait \| \| 1 – 0 \| \| Afganistán \| |                          |            |                       |           |                       |            |
| Fecha | Lugar                    | Local      |                       | Resultado |                       | Visitante  |
| 16 de noviembre de 2023 | Rayán                    | Catar      | Bandera de Catar      | 8 – 1     | Bandera de Afganistán | Afganistán |
| 16 de noviembre de 2023 | Kuwait                   | Kuwait     | Bandera de Kuwait     | 0 – 1     | Bandera de la India   | India      |
| 21 de noviembre de 2023 | Bhubaneshwar             | India      | Bandera de la India   | 0 – 3     | Bandera de Catar      | Catar      |
| 21 de noviembre de 2023 | Dammam (Arabia Saudita)  | Afganistán | Bandera de Afganistán | 0 – 4     | Bandera de Kuwait     | Kuwait     |
| 21 de marzo de 2024 | Rayán                    | Catar      | Bandera de Catar      | 3 – 0     | Bandera de Kuwait     | Kuwait     |
| 21 de marzo de 2024 | Abha (Arabia Saudita)    | Afganistán | Bandera de Afganistán | 0 – 0     | Bandera de la India   | India      |
| 26 de marzo de 2024 | Guwahati                 | India      | Bandera de la India   | 1 – 2     | Bandera de Afganistán | Afganistán |
| 26 de marzo de 2024 | Al-Farwaniya             | Kuwait     | Bandera de Kuwait     | 1 – 2     | Bandera de Catar      | Catar      |
| 6 de junio de 2024 | Calcuta                  | India      | Bandera de la India   | 0 – 0     | Bandera de Kuwait     | Kuwait     |
| 6 de junio de 2024 | Al-Hasa (Arabia Saudita) | Afganistán | Bandera de Afganistán | 0 – 0     | Bandera de Catar      | Catar      |
| 11 de junio de 2024 | Rayán                    | Catar      | Bandera de Catar      | 2 – 1     | Bandera de la India   | India      |
| 11 de junio de 2024 | Kuwait                   | Kuwait     | Bandera de Kuwait     | 1 – 0     | Bandera de Afganistán | Afganistán |

### Grupo B
| Pos. | Equipo          | Pts. | PJ | G | E | P | GF | GC | Dif. |  |
| ---- | --------------- | ---- | -- | - | - | - | -- | -- | ---- |  |
| 1    | Japón           | 18   | 6  | 6 | 0 | 0 | 24 | 0  | +24  |  |
| 2    | Corea del Norte | 9    | 6  | 3 | 0 | 3 | 11 | 7  | +4   |  |
| 3    | Siria           | 7    | 6  | 2 | 1 | 3 | 9  | 12 | −3   |  |
| 4    | Birmania        | 1    | 6  | 0 | 1 | 5 | 3  | 28 | −25  |  |

 Fuente: AFC
| \| Fecha \| Lugar \| Local \| \| Resultado \| \| Visitante \| \| ----------------------------- \| ----------------------------- \| --------------- \| \| --------- \| \| --------------- \| \| 16 de noviembre de 2023 \| Suita \| Japón \| \| 5 – 0 \| \| Birmania \| \| 16 de noviembre de 2023[n. 2] \| Yeda (Arabia Saudita)[n. 3] \| Siria \| \| 1 – 0 \| \| Corea del Norte \| \| 21 de noviembre de 2023 \| Yeda (Arabia Saudita)[n. 3] \| Siria \| \| 0 – 5 \| \| Japón \| \| 21 de noviembre de 2023 \| Rangún \| Birmania \| \| 1 – 6 \| \| Corea del Norte \| \| 21 de marzo de 2024 \| Tokio \| Japón \| \| 1 – 0 \| \| Corea del Norte \| \| 21 de marzo de 2024 \| Rangún \| Birmania \| \| 1 – 1 \| \| Siria \| \| 26 de marzo de 2024 \| Dammam (Arabia Saudita)[n. 3] \| Siria \| \| 7 – 0 \| \| Birmania \| \| Cancelado[n. 4] \| \| Corea del Norte \| \| 0 – 3 \| \| Japón \| \| 6 de junio de 2024[n. 2] \| Vientián (Laos)[n. 5] \| Corea del Norte \| \| 1 – 0 \| \| Siria \| \| 6 de junio de 2024 \| Rangún \| Birmania \| \| 0 – 5 \| \| Japón \| \| 11 de junio de 2024 \| Hiroshima \| Japón \| \| 5 – 0 \| \| Siria \| \| 11 de junio de 2024 \| Vientián (Laos) \| Corea del Norte \| \| 4 – 1 \| \| Birmania \| |                         |                 |                            |           |                            |                 |
| Fecha | Lugar                   | Local           |                            | Resultado |                            | Visitante       |
| 16 de noviembre de 2023 | Suita                   | Japón           | Bandera de Japón           | 5 – 0     | Bandera de Birmania        | Birmania        |
| 16 de noviembre de 2023 | Yeda (Arabia Saudita)   | Siria           | Bandera de Siria           | 1 – 0     | Bandera de Corea del Norte | Corea del Norte |
| 21 de noviembre de 2023 | Yeda (Arabia Saudita)   | Siria           | Bandera de Siria           | 0 – 5     | Bandera de Japón           | Japón           |
| 21 de noviembre de 2023 | Rangún                  | Birmania        | Bandera de Birmania        | 1 – 6     | Bandera de Corea del Norte | Corea del Norte |
| 21 de marzo de 2024 | Tokio                   | Japón           | Bandera de Japón           | 1 – 0     | Bandera de Corea del Norte | Corea del Norte |
| 21 de marzo de 2024 | Rangún                  | Birmania        | Bandera de Birmania        | 1 – 1     | Bandera de Siria           | Siria           |
| 26 de marzo de 2024 | Dammam (Arabia Saudita) | Siria           | Bandera de Siria           | 7 – 0     | Bandera de Birmania        | Birmania        |
| Cancelado |                         | Corea del Norte | Bandera de Corea del Norte | 0 – 3     | Bandera de Japón           | Japón           |
| 6 de junio de 2024 | Vientián (Laos)         | Corea del Norte | Bandera de Corea del Norte | 1 – 0     | Bandera de Siria           | Siria           |
| 6 de junio de 2024 | Rangún                  | Birmania        | Bandera de Birmania        | 0 – 5     | Bandera de Japón           | Japón           |
| 11 de junio de 2024 | Hiroshima               | Japón           | Bandera de Japón           | 5 – 0     | Bandera de Siria           | Siria           |
| 11 de junio de 2024 | Vientián (Laos)         | Corea del Norte | Bandera de Corea del Norte | 4 – 1     | Bandera de Birmania        | Birmania        |

### Grupo C
| Pos. | Equipo        | Pts. | PJ | G | E | P | GF | GC | Dif. |  |
| ---- | ------------- | ---- | -- | - | - | - | -- | -- | ---- |  |
| 1    | Corea del Sur | 16   | 6  | 5 | 1 | 0 | 20 | 1  | +19  |  |
| 2    | China         | 8    | 6  | 2 | 2 | 2 | 9  | 9  | 0    |  |
| 3    | Tailandia     | 8    | 6  | 2 | 2 | 2 | 9  | 9  | 0    |  |
| 4    | Singapur      | 1    | 6  | 0 | 1 | 5 | 5  | 24 | −19  |  |

 Fuente: AFC
Notas:
1. 1 2  Puntos obtenidos en partidos frente a frente: China 4, Tailandia 1.

| \| Fecha \| Lugar \| Local \| \| Resultado \| \| Visitante \| \| ----------------------- \| -------- \| ------------- \| \| --------- \| \| ------------- \| \| 16 de noviembre de 2023 \| Seúl \| Corea del Sur \| \| 5 – 0 \| \| Singapur \| \| 16 de noviembre de 2023 \| Bangkok \| Tailandia \| \| 1 – 2 \| \| China \| \| 21 de noviembre de 2023 \| Shenzhen \| China \| \| 0 – 3 \| \| Corea del Sur \| \| 21 de noviembre de 2023 \| Singapur \| Singapur \| \| 1 – 3 \| \| Tailandia \| \| 21 de marzo de 2024 \| Seúl \| Corea del Sur \| \| 1 – 1 \| \| Tailandia \| \| 21 de marzo de 2024 \| Singapur \| Singapur \| \| 2 – 2 \| \| China \| \| 26 de marzo de 2024 \| Tianjin \| China \| \| 4 – 1 \| \| Singapur \| \| 26 de marzo de 2024 \| Bangkok \| Tailandia \| \| 0 – 3 \| \| Corea del Sur \| \| 6 de junio de 2024 \| Shenyang \| China \| \| 1 – 1 \| \| Tailandia \| \| 6 de junio de 2024 \| Singapur \| Singapur \| \| 0 – 7 \| \| Corea del Sur \| \| 11 de junio de 2024 \| Seúl \| Corea del Sur \| \| 1 – 0 \| \| China \| \| 11 de junio de 2024 \| Bangkok \| Tailandia \| \| 3 – 1 \| \| Singapur \| |          |               |                                       |           |                                       |               |
| Fecha | Lugar    | Local         |                                       | Resultado |                                       | Visitante     |
| 16 de noviembre de 2023 | Seúl     | Corea del Sur | Bandera de Corea del Sur              | 5 – 0     | Bandera de Singapur                   | Singapur      |
| 16 de noviembre de 2023 | Bangkok  | Tailandia     | Bandera de Tailandia                  | 1 – 2     | Bandera de la República Popular China | China         |
| 21 de noviembre de 2023 | Shenzhen | China         | Bandera de la República Popular China | 0 – 3     | Bandera de Corea del Sur              | Corea del Sur |
| 21 de noviembre de 2023 | Singapur | Singapur      | Bandera de Singapur                   | 1 – 3     | Bandera de Tailandia                  | Tailandia     |
| 21 de marzo de 2024 | Seúl     | Corea del Sur | Bandera de Corea del Sur              | 1 – 1     | Bandera de Tailandia                  | Tailandia     |
| 21 de marzo de 2024 | Singapur | Singapur      | Bandera de Singapur                   | 2 – 2     | Bandera de la República Popular China | China         |
| 26 de marzo de 2024 | Tianjin  | China         | Bandera de la República Popular China | 4 – 1     | Bandera de Singapur                   | Singapur      |
| 26 de marzo de 2024 | Bangkok  | Tailandia     | Bandera de Tailandia                  | 0 – 3     | Bandera de Corea del Sur              | Corea del Sur |
| 6 de junio de 2024 | Shenyang | China         | Bandera de la República Popular China | 1 – 1     | Bandera de Tailandia                  | Tailandia     |
| 6 de junio de 2024 | Singapur | Singapur      | Bandera de Singapur                   | 0 – 7     | Bandera de Corea del Sur              | Corea del Sur |
| 11 de junio de 2024 | Seúl     | Corea del Sur | Bandera de Corea del Sur              | 1 – 0     | Bandera de la República Popular China | China         |
| 11 de junio de 2024 | Bangkok  | Tailandia     | Bandera de Tailandia                  | 3 – 1     | Bandera de Singapur                   | Singapur      |

### Grupo D
| Pos. | Equipo       | Pts. | PJ | G | E | P | GF | GC | Dif. |  |
| ---- | ------------ | ---- | -- | - | - | - | -- | -- | ---- |  |
| 1    | Omán         | 13   | 6  | 4 | 1 | 1 | 11 | 2  | +9   |  |
| 2    | Kirguistán   | 11   | 6  | 3 | 2 | 1 | 13 | 7  | +6   |  |
| 3    | Malasia      | 10   | 6  | 3 | 1 | 2 | 9  | 9  | 0    |  |
| 4    | China Taipéi | 0    | 6  | 0 | 0 | 6 | 2  | 17 | −15  |  |

 Fuente: AFC
| \| Fecha \| Lugar \| Local \| \| Resultado \| \| Visitante \| \| ----------------------- \| ------------ \| ------------ \| \| --------- \| \| ------------ \| \| 16 de noviembre de 2023 \| Mascate \| Omán \| \| 3 – 0 \| \| China Taipéi \| \| 16 de noviembre de 2023 \| Kuala Lumpur \| Malasia \| \| 4 – 3 \| \| Kirguistán \| \| 21 de noviembre de 2023 \| Biskek \| Kirguistán \| \| 1 – 0 \| \| Omán \| \| 21 de noviembre de 2023 \| Taipéi \| China Taipéi \| \| 0 – 1 \| \| Malasia \| \| 21 de marzo de 2024 \| Kaohsiung \| China Taipéi \| \| 0 – 2 \| \| Kirguistán \| \| 21 de marzo de 2024 \| Mascate \| Omán \| \| 2 – 0 \| \| Malasia \| \| 26 de marzo de 2024 \| Biskek \| Kirguistán \| \| 5 – 1 \| \| China Taipéi \| \| 26 de marzo de 2024 \| Kuala Lumpur \| Malasia \| \| 0 – 2 \| \| Omán \| \| 6 de junio de 2024 \| Biskek \| Kirguistán \| \| 1 – 1 \| \| Malasia \| \| 6 de junio de 2024 \| Taipéi \| China Taipéi \| \| 0 – 3 \| \| Omán \| \| 11 de junio de 2024 \| Mascate \| Omán \| \| 1 – 1 \| \| Kirguistán \| \| 11 de junio de 2024 \| Kuala Lumpur \| Malasia \| \| 3 – 1 \| \| China Taipéi \| |              |              |                         |           |                         |              |
| Fecha | Lugar        | Local        |                         | Resultado |                         | Visitante    |
| 16 de noviembre de 2023 | Mascate      | Omán         | Bandera de Omán         | 3 – 0     | Bandera de China Taipéi | China Taipéi |
| 16 de noviembre de 2023 | Kuala Lumpur | Malasia      | Bandera de Malasia      | 4 – 3     | Bandera de Kirguistán   | Kirguistán   |
| 21 de noviembre de 2023 | Biskek       | Kirguistán   | Bandera de Kirguistán   | 1 – 0     | Bandera de Omán         | Omán         |
| 21 de noviembre de 2023 | Taipéi       | China Taipéi | Bandera de China Taipéi | 0 – 1     | Bandera de Malasia      | Malasia      |
| 21 de marzo de 2024 | Kaohsiung    | China Taipéi | Bandera de China Taipéi | 0 – 2     | Bandera de Kirguistán   | Kirguistán   |
| 21 de marzo de 2024 | Mascate      | Omán         | Bandera de Omán         | 2 – 0     | Bandera de Malasia      | Malasia      |
| 26 de marzo de 2024 | Biskek       | Kirguistán   | Bandera de Kirguistán   | 5 – 1     | Bandera de China Taipéi | China Taipéi |
| 26 de marzo de 2024 | Kuala Lumpur | Malasia      | Bandera de Malasia      | 0 – 2     | Bandera de Omán         | Omán         |
| 6 de junio de 2024 | Biskek       | Kirguistán   | Bandera de Kirguistán   | 1 – 1     | Bandera de Malasia      | Malasia      |
| 6 de junio de 2024 | Taipéi       | China Taipéi | Bandera de China Taipéi | 0 – 3     | Bandera de Omán         | Omán         |
| 11 de junio de 2024 | Mascate      | Omán         | Bandera de Omán         | 1 – 1     | Bandera de Kirguistán   | Kirguistán   |
| 11 de junio de 2024 | Kuala Lumpur | Malasia      | Bandera de Malasia      | 3 – 1     | Bandera de China Taipéi | China Taipéi |

### Grupo E
| Pos. | Equipo       | Pts. | PJ | G | E | P | GF | GC | Dif. |  |
| ---- | ------------ | ---- | -- | - | - | - | -- | -- | ---- |  |
| 1    | Irán         | 14   | 6  | 4 | 2 | 0 | 16 | 4  | +12  |  |
| 2    | Uzbekistán   | 14   | 6  | 4 | 2 | 0 | 13 | 4  | +9   |  |
| 3    | Turkmenistán | 2    | 6  | 0 | 2 | 4 | 4  | 14 | −10  |  |
| 4    | Hong Kong    | 2    | 6  | 0 | 2 | 4 | 4  | 15 | −11  |  |

 Fuente: AFC
| \| Fecha \| Lugar \| Local \| \| Resultado \| \| Visitante \| \| ----------------------- \| --------- \| ------------ \| \| --------- \| \| ------------ \| \| 16 de noviembre de 2023 \| Teherán \| Irán \| \| 4 – 0 \| \| Hong Kong \| \| 16 de noviembre de 2023 \| Asjabad \| Turkmenistán \| \| 1 – 3 \| \| Uzbekistán \| \| 21 de noviembre de 2023 \| Taskent \| Uzbekistán \| \| 2 – 2 \| \| Irán \| \| 21 de noviembre de 2023 \| Hong Kong \| Hong Kong \| \| 2 – 2 \| \| Turkmenistán \| \| 21 de marzo de 2024 \| Hong Kong \| Hong Kong \| \| 0 – 2 \| \| Uzbekistán \| \| 21 de marzo de 2024 \| Teherán \| Irán \| \| 5 – 0 \| \| Turkmenistán \| \| 26 de marzo de 2024 \| Taskent \| Uzbekistán \| \| 3 – 0 \| \| Hong Kong \| \| 26 de marzo de 2024 \| Asjabad \| Turkmenistán \| \| 0 – 1 \| \| Irán \| \| 6 de junio de 2024 \| Taskent \| Uzbekistán \| \| 3 – 1 \| \| Turkmenistán \| \| 6 de junio de 2024 \| Hong Kong \| Hong Kong \| \| 2 – 4 \| \| Irán \| \| 11 de junio de 2024 \| Teherán \| Irán \| \| 0 – 0 \| \| Uzbekistán \| \| 11 de junio de 2024 \| Asjabad \| Turkmenistán \| \| 0 – 0 \| \| Hong Kong \| |           |              |                         |           |                         |              |
| Fecha | Lugar     | Local        |                         | Resultado |                         | Visitante    |
| 16 de noviembre de 2023 | Teherán   | Irán         | Bandera de Irán         | 4 – 0     | Bandera de Hong Kong    | Hong Kong    |
| 16 de noviembre de 2023 | Asjabad   | Turkmenistán | Bandera de Turkmenistán | 1 – 3     | Bandera de Uzbekistán   | Uzbekistán   |
| 21 de noviembre de 2023 | Taskent   | Uzbekistán   | Bandera de Uzbekistán   | 2 – 2     | Bandera de Irán         | Irán         |
| 21 de noviembre de 2023 | Hong Kong | Hong Kong    | Bandera de Hong Kong    | 2 – 2     | Bandera de Turkmenistán | Turkmenistán |
| 21 de marzo de 2024 | Hong Kong | Hong Kong    | Bandera de Hong Kong    | 0 – 2     | Bandera de Uzbekistán   | Uzbekistán   |
| 21 de marzo de 2024 | Teherán   | Irán         | Bandera de Irán         | 5 – 0     | Bandera de Turkmenistán | Turkmenistán |
| 26 de marzo de 2024 | Taskent   | Uzbekistán   | Bandera de Uzbekistán   | 3 – 0     | Bandera de Hong Kong    | Hong Kong    |
| 26 de marzo de 2024 | Asjabad   | Turkmenistán | Bandera de Turkmenistán | 0 – 1     | Bandera de Irán         | Irán         |
| 6 de junio de 2024 | Taskent   | Uzbekistán   | Bandera de Uzbekistán   | 3 – 1     | Bandera de Turkmenistán | Turkmenistán |
| 6 de junio de 2024 | Hong Kong | Hong Kong    | Bandera de Hong Kong    | 2 – 4     | Bandera de Irán         | Irán         |
| 11 de junio de 2024 | Teherán   | Irán         | Bandera de Irán         | 0 – 0     | Bandera de Uzbekistán   | Uzbekistán   |
| 11 de junio de 2024 | Asjabad   | Turkmenistán | Bandera de Turkmenistán | 0 – 0     | Bandera de Hong Kong    | Hong Kong    |

### Grupo F
| Pos. | Equipo    | Pts. | PJ | G | E | P | GF | GC | Dif. |  |
| ---- | --------- | ---- | -- | - | - | - | -- | -- | ---- |  |
| 1    | Irak      | 18   | 6  | 6 | 0 | 0 | 17 | 2  | +15  |  |
| 2    | Indonesia | 10   | 6  | 3 | 1 | 2 | 8  | 8  | 0    |  |
| 3    | Vietnam   | 6    | 6  | 2 | 0 | 4 | 6  | 10 | −4   |  |
| 4    | Filipinas | 1    | 6  | 0 | 1 | 5 | 3  | 14 | −11  |  |

 Fuente: AFC
| \| Fecha \| Lugar \| Local \| \| Resultado \| \| Visitante \| \| ----------------------------- \| ------- \| --------- \| \| --------- \| \| --------- \| \| 16 de noviembre de 2023 \| Manila \| Filipinas \| \| 0 – 2 \| \| Vietnam \| \| 16 de noviembre de 2023 \| Basora \| Irak \| \| 5 – 1 \| \| Indonesia \| \| 21 de noviembre de 2023 \| Hanói \| Vietnam \| \| 0 – 1 \| \| Irak \| \| 21 de noviembre de 2023[n. 6] \| Manila \| Filipinas \| \| 1 – 1 \| \| Indonesia \| \| 21 de marzo de 2024 \| Yakarta \| Indonesia \| \| 1 – 0 \| \| Vietnam \| \| 21 de marzo de 2024 \| Basora \| Irak \| \| 1 – 0 \| \| Filipinas \| \| 26 de marzo de 2024 \| Hanói \| Vietnam \| \| 0 – 3 \| \| Indonesia \| \| 26 de marzo de 2024 \| Manila \| Filipinas \| \| 0 – 5 \| \| Irak \| \| 6 de junio de 2024 \| Hanói \| Vietnam \| \| 3 – 2 \| \| Filipinas \| \| 6 de junio de 2024 \| Yakarta \| Indonesia \| \| 0 – 2 \| \| Irak \| \| 11 de junio de 2024 \| Basora \| Irak \| \| 3 – 1 \| \| Vietnam \| \| 11 de junio de 2024[n. 6] \| Yakarta \| Indonesia \| \| 2 – 0 \| \| Filipinas \| |         |           |                      |           |                      |           |
| Fecha | Lugar   | Local     |                      | Resultado |                      | Visitante |
| 16 de noviembre de 2023 | Manila  | Filipinas | Bandera de Filipinas | 0 – 2     | Bandera de Vietnam   | Vietnam   |
| 16 de noviembre de 2023 | Basora  | Irak      | Bandera de Irak      | 5 – 1     | Bandera de Indonesia | Indonesia |
| 21 de noviembre de 2023 | Hanói   | Vietnam   | Bandera de Vietnam   | 0 – 1     | Bandera de Irak      | Irak      |
| 21 de noviembre de 2023 | Manila  | Filipinas | Bandera de Filipinas | 1 – 1     | Bandera de Indonesia | Indonesia |
| 21 de marzo de 2024 | Yakarta | Indonesia | Bandera de Indonesia | 1 – 0     | Bandera de Vietnam   | Vietnam   |
| 21 de marzo de 2024 | Basora  | Irak      | Bandera de Irak      | 1 – 0     | Bandera de Filipinas | Filipinas |
| 26 de marzo de 2024 | Hanói   | Vietnam   | Bandera de Vietnam   | 0 – 3     | Bandera de Indonesia | Indonesia |
| 26 de marzo de 2024 | Manila  | Filipinas | Bandera de Filipinas | 0 – 5     | Bandera de Irak      | Irak      |
| 6 de junio de 2024 | Hanói   | Vietnam   | Bandera de Vietnam   | 3 – 2     | Bandera de Filipinas | Filipinas |
| 6 de junio de 2024 | Yakarta | Indonesia | Bandera de Indonesia | 0 – 2     | Bandera de Irak      | Irak      |
| 11 de junio de 2024 | Basora  | Irak      | Bandera de Irak      | 3 – 1     | Bandera de Vietnam   | Vietnam   |
| 11 de junio de 2024 | Yakarta | Indonesia | Bandera de Indonesia | 2 – 0     | Bandera de Filipinas | Filipinas |

### Grupo G
| Pos. | Equipo         | Pts. | PJ | G | E | P | GF | GC | Dif. |  |
| ---- | -------------- | ---- | -- | - | - | - | -- | -- | ---- |  |
| 1    | Jordania       | 13   | 6  | 4 | 1 | 1 | 16 | 4  | +12  |  |
| 2    | Arabia Saudita | 13   | 6  | 4 | 1 | 1 | 12 | 3  | +9   |  |
| 3    | Tayikistán     | 8    | 6  | 2 | 2 | 2 | 11 | 7  | +4   |  |
| 4    | Pakistán       | 0    | 6  | 0 | 0 | 6 | 1  | 26 | −25  |  |

 Fuente: AFC
| \| Fecha \| Lugar \| Local \| \| Resultado \| \| Visitante \| \| ----------------------- \| --------- \| -------------- \| \| --------- \| \| -------------- \| \| 16 de noviembre de 2023 \| Dammam \| Arabia Saudita \| \| 4 – 0 \| \| Pakistán \| \| 16 de noviembre de 2023 \| Dusambé \| Tayikistán \| \| 1 – 1 \| \| Jordania \| \| 21 de noviembre de 2023 \| Amán \| Jordania \| \| 0 – 2 \| \| Arabia Saudita \| \| 21 de noviembre de 2023 \| Islamabad \| Pakistán \| \| 1 – 6 \| \| Tayikistán \| \| 21 de marzo de 2024 \| Islamabad \| Pakistán \| \| 0 – 3 \| \| Jordania \| \| 21 de marzo de 2024 \| Riad \| Arabia Saudita \| \| 1 – 0 \| \| Tayikistán \| \| 26 de marzo de 2024 \| Dusambé \| Tayikistán \| \| 1 – 1 \| \| Arabia Saudita \| \| 26 de marzo de 2024 \| Amán \| Jordania \| \| 7 – 0 \| \| Pakistán \| \| 6 de junio de 2024 \| Amán \| Jordania \| \| 3 – 0 \| \| Tayikistán \| \| 6 de junio de 2024 \| Islamabad \| Pakistán \| \| 0 – 3 \| \| Arabia Saudita \| \| 11 de junio de 2024 \| Riad \| Arabia Saudita \| \| 1 – 2 \| \| Jordania \| \| 11 de junio de 2024 \| Dusambé \| Tayikistán \| \| 3 – 0 \| \| Pakistán \| |           |                |                           |           |                           |                |
| Fecha | Lugar     | Local          |                           | Resultado |                           | Visitante      |
| 16 de noviembre de 2023 | Dammam    | Arabia Saudita | Bandera de Arabia Saudita | 4 – 0     | Bandera de Pakistán       | Pakistán       |
| 16 de noviembre de 2023 | Dusambé   | Tayikistán     | Bandera de Tayikistán     | 1 – 1     | Bandera de Jordania       | Jordania       |
| 21 de noviembre de 2023 | Amán      | Jordania       | Bandera de Jordania       | 0 – 2     | Bandera de Arabia Saudita | Arabia Saudita |
| 21 de noviembre de 2023 | Islamabad | Pakistán       | Bandera de Pakistán       | 1 – 6     | Bandera de Tayikistán     | Tayikistán     |
| 21 de marzo de 2024 | Islamabad | Pakistán       | Bandera de Pakistán       | 0 – 3     | Bandera de Jordania       | Jordania       |
| 21 de marzo de 2024 | Riad      | Arabia Saudita | Bandera de Arabia Saudita | 1 – 0     | Bandera de Tayikistán     | Tayikistán     |
| 26 de marzo de 2024 | Dusambé   | Tayikistán     | Bandera de Tayikistán     | 1 – 1     | Bandera de Arabia Saudita | Arabia Saudita |
| 26 de marzo de 2024 | Amán      | Jordania       | Bandera de Jordania       | 7 – 0     | Bandera de Pakistán       | Pakistán       |
| 6 de junio de 2024 | Amán      | Jordania       | Bandera de Jordania       | 3 – 0     | Bandera de Tayikistán     | Tayikistán     |
| 6 de junio de 2024 | Islamabad | Pakistán       | Bandera de Pakistán       | 0 – 3     | Bandera de Arabia Saudita | Arabia Saudita |
| 11 de junio de 2024 | Riad      | Arabia Saudita | Bandera de Arabia Saudita | 1 – 2     | Bandera de Jordania       | Jordania       |
| 11 de junio de 2024 | Dusambé   | Tayikistán     | Bandera de Tayikistán     | 3 – 0     | Bandera de Pakistán       | Pakistán       |

### Grupo H
| Pos. | Equipo                 | Pts. | PJ | G | E | P | GF | GC | Dif. |  |
| ---- | ---------------------- | ---- | -- | - | - | - | -- | -- | ---- |  |
| 1    | Emiratos Árabes Unidos | 16   | 6  | 5 | 1 | 0 | 16 | 2  | +14  |  |
| 2    | Baréin                 | 11   | 6  | 3 | 2 | 1 | 11 | 3  | +8   |  |
| 3    | Yemen                  | 5    | 6  | 1 | 2 | 3 | 5  | 9  | −4   |  |
| 4    | Nepal                  | 1    | 6  | 0 | 1 | 5 | 2  | 20 | −18  |  |

 Fuente: AFC
| \| Fecha \| Lugar \| Local \| \| Resultado \| \| Visitante \| \| ----------------------- \| -------------------------------- \| ---------------------- \| \| --------- \| \| ---------------------- \| \| 16 de noviembre de 2023 \| Dubái \| Emiratos Árabes Unidos \| \| 4 – 0 \| \| Nepal \| \| 16 de noviembre de 2023 \| Abha (Arabia Saudita)[n. 7] \| Yemen \| \| 0 – 2 \| \| Baréin \| \| 21 de noviembre de 2023 \| Riffa \| Baréin \| \| 0 – 2 \| \| Emiratos Árabes Unidos \| \| 21 de noviembre de 2023 \| Katmandú \| Nepal \| \| 0 – 2 \| \| Yemen \| \| 21 de marzo de 2024 \| Abu Dabi \| Emiratos Árabes Unidos \| \| 2 – 1 \| \| Yemen \| \| 21 de marzo de 2024 \| Riffa (Baréin)[n. 8] \| Nepal \| \| 0 – 5 \| \| Baréin \| \| 26 de marzo de 2024 \| Riffa \| Baréin \| \| 3 – 0 \| \| Nepal \| \| 26 de marzo de 2024 \| Al Kobhar (Arabia Saudita)[n. 7] \| Yemen \| \| 0 – 3 \| \| Emiratos Árabes Unidos \| \| 6 de junio de 2024 \| Riffa \| Baréin \| \| 0 – 0 \| \| Yemen \| \| 6 de junio de 2024 \| Dammam (Arabia Saudita)[n. 8] \| Nepal \| \| 0 – 4 \| \| Emiratos Árabes Unidos \| \| 11 de junio de 2024 \| Dubái \| Emiratos Árabes Unidos \| \| 1 – 1 \| \| Baréin \| \| 11 de junio de 2024 \| Dammam (Arabia Saudita)[n. 7] \| Yemen \| \| 2 – 2 \| \| Nepal \| |                            |                        |                                   |           |                                   |                        |
| Fecha | Lugar                      | Local                  |                                   | Resultado |                                   | Visitante              |
| 16 de noviembre de 2023 | Dubái                      | Emiratos Árabes Unidos | Bandera de Emiratos Árabes Unidos | 4 – 0     | Bandera de Nepal                  | Nepal                  |
| 16 de noviembre de 2023 | Abha (Arabia Saudita)      | Yemen                  | Bandera de Yemen                  | 0 – 2     | Bandera de Baréin                 | Baréin                 |
| 21 de noviembre de 2023 | Riffa                      | Baréin                 | Bandera de Baréin                 | 0 – 2     | Bandera de Emiratos Árabes Unidos | Emiratos Árabes Unidos |
| 21 de noviembre de 2023 | Katmandú                   | Nepal                  | Bandera de Nepal                  | 0 – 2     | Bandera de Yemen                  | Yemen                  |
| 21 de marzo de 2024 | Abu Dabi                   | Emiratos Árabes Unidos | Bandera de Emiratos Árabes Unidos | 2 – 1     | Bandera de Yemen                  | Yemen                  |
| 21 de marzo de 2024 | Riffa (Baréin)             | Nepal                  | Bandera de Nepal                  | 0 – 5     | Bandera de Baréin                 | Baréin                 |
| 26 de marzo de 2024 | Riffa                      | Baréin                 | Bandera de Baréin                 | 3 – 0     | Bandera de Nepal                  | Nepal                  |
| 26 de marzo de 2024 | Al Kobhar (Arabia Saudita) | Yemen                  | Bandera de Yemen                  | 0 – 3     | Bandera de Emiratos Árabes Unidos | Emiratos Árabes Unidos |
| 6 de junio de 2024 | Riffa                      | Baréin                 | Bandera de Baréin                 | 0 – 0     | Bandera de Yemen                  | Yemen                  |
| 6 de junio de 2024 | Dammam (Arabia Saudita)    | Nepal                  | Bandera de Nepal                  | 0 – 4     | Bandera de Emiratos Árabes Unidos | Emiratos Árabes Unidos |
| 11 de junio de 2024 | Dubái                      | Emiratos Árabes Unidos | Bandera de Emiratos Árabes Unidos | 1 – 1     | Bandera de Baréin                 | Baréin                 |
| 11 de junio de 2024 | Dammam (Arabia Saudita)    | Yemen                  | Bandera de Yemen                  | 2 – 2     | Bandera de Nepal                  | Nepal                  |

### Grupo I
| Pos. | Equipo    | Pts. | PJ | G | E | P | GF | GC | Dif. |  |
| ---- | --------- | ---- | -- | - | - | - | -- | -- | ---- |  |
| 1    | Australia | 18   | 6  | 6 | 0 | 0 | 22 | 0  | +22  |  |
| 2    | Palestina | 8    | 6  | 2 | 2 | 2 | 6  | 6  | 0    |  |
| 3    | Líbano    | 6    | 6  | 1 | 3 | 2 | 5  | 8  | −3   |  |
| 4    | Bangladés | 1    | 6  | 0 | 1 | 5 | 1  | 20 | −19  |  |

 Fuente: AFC
| \| Fecha \| Lugar \| Local \| \| Resultado \| \| Visitante \| \| -------------------------- \| -------------------------------------- \| --------- \| \| --------- \| \| --------- \| \| 16 de noviembre de 2023 \| Melbourne \| Australia \| \| 7 – 0 \| \| Bangladés \| \| 16 de noviembre de 2023 \| Sharjah (Emiratos Árabes Unidos)[n. 9] \| Líbano \| \| 0 – 0 \| \| Palestina \| \| 21 de noviembre de 2023 \| Kuwait (Kuwait)[n. 10] \| Palestina \| \| 0 – 1 \| \| Australia \| \| 21 de noviembre de 2023 \| Daca \| Bangladés \| \| 1 – 1 \| \| Líbano \| \| 21 de marzo de 2024 \| Sídney \| Australia \| \| 2 – 0 \| \| Líbano \| \| 21 de marzo de 2024[n. 11] \| Kuwait (Kuwait)[n. 10] \| Palestina \| \| 5 – 0 \| \| Bangladés \| \| 26 de marzo de 2024[n. 11] \| Daca \| Bangladés \| \| 0 – 1 \| \| Palestina \| \| 26 de marzo de 2024 \| Canberra (Australia)[n. 12] \| Líbano \| \| 0 – 5 \| \| Australia \| \| 6 de junio de 2024 \| Rayán (Catar)[n. 10] \| Palestina \| \| 0 – 0 \| \| Líbano \| \| 6 de junio de 2024 \| Daca \| Bangladés \| \| 0 – 2 \| \| Australia \| \| 11 de junio de 2024 \| Perth \| Australia \| \| 5 – 0 \| \| Palestina \| \| 11 de junio de 2024 \| Rayán (Catar)[n. 9] \| Líbano \| \| 4 – 0 \| \| Bangladés \| |                                  |           |                      |           |                      |           |
| Fecha | Lugar                            | Local     |                      | Resultado |                      | Visitante |
| 16 de noviembre de 2023 | Melbourne                        | Australia | Bandera de Australia | 7 – 0     | Bandera de Bangladés | Bangladés |
| 16 de noviembre de 2023 | Sharjah (Emiratos Árabes Unidos) | Líbano    | Bandera de Líbano    | 0 – 0     | Bandera de Palestina | Palestina |
| 21 de noviembre de 2023 | Kuwait (Kuwait)                  | Palestina | Bandera de Palestina | 0 – 1     | Bandera de Australia | Australia |
| 21 de noviembre de 2023 | Daca                             | Bangladés | Bandera de Bangladés | 1 – 1     | Bandera de Líbano    | Líbano    |
| 21 de marzo de 2024 | Sídney                           | Australia | Bandera de Australia | 2 – 0     | Bandera de Líbano    | Líbano    |
| 21 de marzo de 2024 | Kuwait (Kuwait)                  | Palestina | Bandera de Palestina | 5 – 0     | Bandera de Bangladés | Bangladés |
| 26 de marzo de 2024 | Daca                             | Bangladés | Bandera de Bangladés | 0 – 1     | Bandera de Palestina | Palestina |
| 26 de marzo de 2024 | Canberra (Australia)             | Líbano    | Bandera de Líbano    | 0 – 5     | Bandera de Australia | Australia |
| 6 de junio de 2024 | Rayán (Catar)                    | Palestina | Bandera de Palestina | 0 – 0     | Bandera de Líbano    | Líbano    |
| 6 de junio de 2024 | Daca                             | Bangladés | Bandera de Bangladés | 0 – 2     | Bandera de Australia | Australia |
| 11 de junio de 2024 | Perth                            | Australia | Bandera de Australia | 5 – 0     | Bandera de Palestina | Palestina |
| 11 de junio de 2024 | Rayán (Catar)                    | Líbano    | Bandera de Líbano    | 4 – 0     | Bandera de Bangladés | Bangladés |

## Ronda de play-off
Un total de tres cupos para la tercera ronda están disponibles de esta ronda.
Los partidos de ida se jugaron el 5–6 de septiembre y los de vuelta el 10 de septiembre de 2024.

| Equipo 1       | Agr.         | Equipo 2 | Ida | Vuelta |
| -------------- | ------------ | -------- | --- | ------ |
| Sri Lanka      | 2–2 (4–2 p.) | Camboya  | 0–0 | 2–2    |
| Timor Oriental | 4–3          | Mongolia | 4–1 | 0–2    |
| Brunéi         | 4–0          | Macao    | 3–0 | 1–0    |

## Tercera ronda
Un total de 24 equipos compiten en la tercera ronda de las eliminatorias de la Copa Asiática de la AFC. Un total de 6 plazas para la Copa Asiática estarán disponibles en esta ronda.
     – Clasifican a la Copa Asiática 2027.

### Grupo A
| Pos. | Equipo         | Pts. | PJ | G | E | P | GF | GC | Dif. |  |            | Bandera de Filipinas | Bandera de Tayikistán | Bandera de Timor Oriental | Bandera de las Maldivas |
| ---- | -------------- | ---- | -- | - | - | - | -- | -- | ---- |  | ---------- | -------------------- | --------------------- | ------------------------- | ----------------------- |
| 1    | Filipinas      | 4    | 2  | 1 | 1 | 0 | 6  | 3  | +3   |  |            | —                    | 2 – 2                 | 14 oct '25                | 4 – 1                   |
| 2    | Tayikistán     | 4    | 2  | 1 | 1 | 0 | 3  | 2  | +1   |  |            | 31 mar '26           | —                     | 1 – 0                     | 14 oct '25              |
| 3    | Timor Oriental | 3    | 2  | 1 | 0 | 1 | 1  | 1  | 0    |  | 9 oct '25  | 18 nov '25           | —                     | 1 – 0                     |                         |
| 4    | Maldivas       | 0    | 2  | 0 | 0 | 2 | 1  | 5  | −4   |  | 18 nov '25 | 9 oct '25            | 31 mar '26            | —                         |                         |

Actualizado a los partidos jugados el 10 de junio de 2025.
 Fuente: AFC
| \| Fecha \| Lugar \| Local \| Resultado \| Visitante \| \| ----------------------- \| ------------------------- \| -------------- \| --------- \| -------------- \| \| 25 de marzo de 2025 \| Dusambé \| Tayikistán \| 1 – 0 \| Timor Oriental \| \| 25 de marzo de 2025 \| Capas \| Filipinas \| 4 – 1 \| Maldivas \| \| 10 de junio de 2025 \| Darwin (Australia)[n. 13] \| Timor Oriental \| 1 – 0 \| Maldivas \| \| 10 de junio de 2025 \| Capas \| Filipinas \| 2 – 2 \| Tayikistán \| \| 9 de octubre de 2025 \| \| Timor Oriental \| – \| Filipinas \| \| 9 de octubre de 2025 \| \| Tayikistán \| – \| Maldivas \| \| 14 de octubre de 2025 \| \| Filipinas \| – \| Timor Oriental \| \| 14 de octubre de 2025 \| \| Maldivas \| – \| Tayikistán \| \| 18 de noviembre de 2025 \| \| Timor Oriental \| – \| Tayikistán \| \| 18 de noviembre de 2025 \| \| Maldivas \| – \| Filipinas \| \| 31 de marzo de 2026 \| \| Tayikistán \| – \| Filipinas \| \| 31 de marzo de 2026 \| \| Maldivas \| – \| Timor Oriental \| |                    |                |           |                |
| Fecha | Lugar              | Local          | Resultado | Visitante      |
| 25 de marzo de 2025 | Dusambé            | Tayikistán     | 1 – 0     | Timor Oriental |
| 25 de marzo de 2025 | Capas              | Filipinas      | 4 – 1     | Maldivas       |
| 10 de junio de 2025 | Darwin (Australia) | Timor Oriental | 1 – 0     | Maldivas       |
| 10 de junio de 2025 | Capas              | Filipinas      | 2 – 2     | Tayikistán     |
| 9 de octubre de 2025 |                    | Timor Oriental | –         | Filipinas      |
| 9 de octubre de 2025 |                    | Tayikistán     | –         | Maldivas       |
| 14 de octubre de 2025 |                    | Filipinas      | –         | Timor Oriental |
| 14 de octubre de 2025 |                    | Maldivas       | –         | Tayikistán     |
| 18 de noviembre de 2025 |                    | Timor Oriental | –         | Tayikistán     |
| 18 de noviembre de 2025 |                    | Maldivas       | –         | Filipinas      |
| 31 de marzo de 2026 |                    | Tayikistán     | –         | Filipinas      |
| 31 de marzo de 2026 |                    | Maldivas       | –         | Timor Oriental |

### Grupo B
| Pos. | Equipo | Pts. | PJ | G | E | P | GF | GC | Dif. |  |           | Bandera de Líbano | Bandera de Brunéi | Bandera de Yemen | Bandera de Bután |
| ---- | ------ | ---- | -- | - | - | - | -- | -- | ---- |  | --------- | ----------------- | ----------------- | ---------------- | ---------------- |
| 1    | Líbano | 4    | 2  | 1 | 1 | 0 | 5  | 0  | +5   |  |           | —                 | 5 – 0             | 31 mar '26       | 14 oct '25       |
| 2    | Brunéi | 3    | 2  | 1 | 0 | 1 | 2  | 6  | −4   |  |           | 18 nov '25        | —                 | 9 oct '25        | 2 – 1            |
| 3    | Yemen  | 2    | 2  | 0 | 2 | 0 | 0  | 0  | 0    |  | 0 – 0     | 14 oct '25        | —                 | 18 nov '25       |                  |
| 4    | Bután  | 1    | 2  | 0 | 1 | 1 | 1  | 2  | −1   |  | 9 oct '25 | 31 mar '26        | 0 – 0             | —                |                  |

Actualizado a los partidos jugados el 10 de junio de 2025.
 Fuente: AFC
| \| Fecha \| Lugar \| Local \| Resultado \| Visitante \| \| ----------------------- \| -------------------------- \| ------ \| --------- \| --------- \| \| 25 de marzo de 2025 \| Al Wakrah (Catar)[n. 9] \| Líbano \| 5 – 0 \| Brunéi \| \| 25 de marzo de 2025 \| Timbu \| Bután \| 0 – 0 \| Yemen \| \| 10 de junio de 2025 \| Bandar Seri Begawan \| Brunéi \| 2 – 1 \| Bután \| \| 10 de junio de 2025 \| Sulaibikhat (Kuwait)[n. 7] \| Yemen \| 0 – 0 \| Líbano \| \| 9 de octubre de 2025 \| \| Brunéi \| – \| Yemen \| \| 9 de octubre de 2025 \| \| Líbano \| – \| Bután \| \| 14 de octubre de 2025 \| \| Yemen \| – \| Brunéi \| \| 14 de octubre de 2025 \| \| Bután \| – \| Líbano \| \| 18 de noviembre de 2025 \| \| Brunéi \| – \| Líbano \| \| 18 de noviembre de 2025 \| \| Yemen \| – \| Bután \| \| 31 de marzo de 2026 \| \| Líbano \| – \| Yemen \| \| 31 de marzo de 2026 \| \| Bután \| – \| Brunéi \| |                      |        |           |           |
| Fecha | Lugar                | Local  | Resultado | Visitante |
| 25 de marzo de 2025 | Al Wakrah (Catar)    | Líbano | 5 – 0     | Brunéi    |
| 25 de marzo de 2025 | Timbu                | Bután  | 0 – 0     | Yemen     |
| 10 de junio de 2025 | Bandar Seri Begawan  | Brunéi | 2 – 1     | Bután     |
| 10 de junio de 2025 | Sulaibikhat (Kuwait) | Yemen  | 0 – 0     | Líbano    |
| 9 de octubre de 2025 |                      | Brunéi | –         | Yemen     |
| 9 de octubre de 2025 |                      | Líbano | –         | Bután     |
| 14 de octubre de 2025 |                      | Yemen  | –         | Brunéi    |
| 14 de octubre de 2025 |                      | Bután  | –         | Líbano    |
| 18 de noviembre de 2025 |                      | Brunéi | –         | Líbano    |
| 18 de noviembre de 2025 |                      | Yemen  | –         | Bután     |
| 31 de marzo de 2026 |                      | Líbano | –         | Yemen     |
| 31 de marzo de 2026 |                      | Bután  | –         | Brunéi    |

### Grupo C
| Pos. | Equipo    | Pts. | PJ | G | E | P | GF | GC | Dif. |  |            | Bandera de Singapur | Bandera de Hong Kong | Bandera de Bangladés | Bandera de la India |
| ---- | --------- | ---- | -- | - | - | - | -- | -- | ---- |  | ---------- | ------------------- | -------------------- | -------------------- | ------------------- |
| 1    | Singapur  | 4    | 2  | 1 | 1 | 0 | 2  | 1  | +1   |  |            | —                   | 0 – 0                | 31 mar '26           | 9 oct '25           |
| 2    | Hong Kong | 4    | 2  | 1 | 1 | 0 | 1  | 0  | +1   |  |            | 18 nov '25          | —                    | 14 oct '25           | 1 – 0               |
| 3    | Bangladés | 1    | 2  | 0 | 1 | 1 | 1  | 2  | −1   |  | 1 – 2      | 9 oct '25           | —                    | 18 nov '25           |                     |
| 4    | India     | 1    | 2  | 0 | 1 | 1 | 0  | 1  | −1   |  | 14 oct '25 | 31 mar '26          | 0 – 0                | —                    |                     |

Actualizado a los partidos jugados el 10 de junio de 2025.
 Fuente: AFC
| \| Fecha \| Lugar \| Local \| \| Resultado \| \| Visitante \| \| ----------------------- \| -------- \| --------- \| \| --------- \| \| --------- \| \| 25 de marzo de 2025 \| Shillong \| India \| \| 0 – 0 \| \| Bangladés \| \| 25 de marzo de 2025 \| Kallang \| Singapur \| \| 0 – 0 \| \| Hong Kong \| \| 10 de junio de 2025 \| Daca \| Bangladés \| \| 1 – 2 \| \| Singapur \| \| 10 de junio de 2025 \| Kowloon \| Hong Kong \| \| 1 – 0 \| \| India \| \| 9 de octubre de 2025 \| \| Bangladés \| \| – \| \| Hong Kong \| \| 9 de octubre de 2025 \| \| India \| \| – \| \| Singapur \| \| 14 de octubre de 2025 \| \| Hong Kong \| \| – \| \| Bangladés \| \| 14 de octubre de 2025 \| \| Singapur \| \| – \| \| India \| \| 18 de noviembre de 2025 \| \| Bangladés \| \| – \| \| India \| \| 18 de noviembre de 2025 \| \| Hong Kong \| \| – \| \| Singapur \| \| 31 de marzo de 2026 \| \| India \| \| – \| \| Hong Kong \| \| 31 de marzo de 2026 \| \| Singapur \| \| – \| \| Bangladés \| |          |           |                      |           |                      |           |
| Fecha | Lugar    | Local     |                      | Resultado |                      | Visitante |
| 25 de marzo de 2025 | Shillong | India     | Bandera de la India  | 0 – 0     | Bandera de Bangladés | Bangladés |
| 25 de marzo de 2025 | Kallang  | Singapur  | Bandera de Singapur  | 0 – 0     | Bandera de Hong Kong | Hong Kong |
| 10 de junio de 2025 | Daca     | Bangladés | Bandera de Bangladés | 1 – 2     | Bandera de Singapur  | Singapur  |
| 10 de junio de 2025 | Kowloon  | Hong Kong | Bandera de Hong Kong | 1 – 0     | Bandera de la India  | India     |
| 9 de octubre de 2025 |          | Bangladés | Bandera de Bangladés | –         | Bandera de Hong Kong | Hong Kong |
| 9 de octubre de 2025 |          | India     | Bandera de la India  | –         | Bandera de Singapur  | Singapur  |
| 14 de octubre de 2025 |          | Hong Kong | Bandera de Hong Kong | –         | Bandera de Bangladés | Bangladés |
| 14 de octubre de 2025 |          | Singapur  | Bandera de Singapur  | –         | Bandera de la India  | India     |
| 18 de noviembre de 2025 |          | Bangladés | Bandera de Bangladés | –         | Bandera de la India  | India     |
| 18 de noviembre de 2025 |          | Hong Kong | Bandera de Hong Kong | –         | Bandera de Singapur  | Singapur  |
| 31 de marzo de 2026 |          | India     | Bandera de la India  | –         | Bandera de Hong Kong | Hong Kong |
| 31 de marzo de 2026 |          | Singapur  | Bandera de Singapur  | –         | Bandera de Bangladés | Bangladés |

### Grupo D
| Pos. | Equipo       | Pts. | PJ | G | E | P | GF | GC | Dif. |  |            | Bandera de Turkmenistán | Bandera de Sri Lanka | Bandera de Tailandia | Bandera de China Taipéi |
| ---- | ------------ | ---- | -- | - | - | - | -- | -- | ---- |  | ---------- | ----------------------- | -------------------- | -------------------- | ----------------------- |
| 1    | Turkmenistán | 6    | 2  | 2 | 0 | 0 | 5  | 2  | +3   |  |            | —                       | 14 oct '25           | 3 – 1                | 18 nov '25              |
| 2    | Sri Lanka    | 3    | 2  | 1 | 0 | 1 | 3  | 2  | +1   |  |            | 9 oct '25               | —                    | 18 nov '25           | 3 – 1                   |
| 3    | Tailandia    | 3    | 2  | 1 | 0 | 1 | 2  | 3  | −1   |  | 31 mar '26 | 1 – 0                   | —                    | 14 oct '25           |                         |
| 4    | China Taipéi | 0    | 2  | 0 | 0 | 2 | 2  | 5  | −3   |  | 1 – 2      | 31 mar '26              | 9 oct '25            | —                    |                         |

Actualizado a los partidos jugados el 10 de junio de 2025.
 Fuente: AFC
| \| Fecha \| Lugar \| Local \| \| Resultado \| \| Visitante \| \| ----------------------- \| --------- \| ------------ \| \| --------- \| \| ------------ \| \| 25 de marzo de 2025 \| Bangkok \| Tailandia \| \| 1 – 0 \| \| Sri Lanka \| \| 25 de marzo de 2025 \| Kaohsiung \| China Taipéi \| \| 1 – 2 \| \| Turkmenistán \| \| 10 de junio de 2025 \| Colombo \| Sri Lanka \| \| 3 – 1 \| \| China Taipéi \| \| 10 de junio de 2025 \| Asjabad \| Turkmenistán \| \| 3 – 1 \| \| Tailandia \| \| 9 de octubre de 2025 \| \| Sri Lanka \| \| – \| \| Turkmenistán \| \| 9 de octubre de 2025 \| \| Tailandia \| \| – \| \| China Taipéi \| \| 14 de octubre de 2025 \| \| Turkmenistán \| \| – \| \| Sri Lanka \| \| 14 de octubre de 2025 \| \| China Taipéi \| \| – \| \| Tailandia \| \| 18 de noviembre de 2025 \| \| Sri Lanka \| \| – \| \| Tailandia \| \| 18 de noviembre de 2025 \| \| Turkmenistán \| \| – \| \| China Taipéi \| \| 31 de marzo de 2026 \| \| Tailandia \| \| – \| \| Turkmenistán \| \| 31 de marzo de 2026 \| \| China Taipéi \| \| – \| \| Sri Lanka \| |           |              |                         |           |                         |              |
| Fecha | Lugar     | Local        |                         | Resultado |                         | Visitante    |
| 25 de marzo de 2025 | Bangkok   | Tailandia    | Bandera de Tailandia    | 1 – 0     | Bandera de Sri Lanka    | Sri Lanka    |
| 25 de marzo de 2025 | Kaohsiung | China Taipéi | Bandera de China Taipéi | 1 – 2     | Bandera de Turkmenistán | Turkmenistán |
| 10 de junio de 2025 | Colombo   | Sri Lanka    | Bandera de Sri Lanka    | 3 – 1     | Bandera de China Taipéi | China Taipéi |
| 10 de junio de 2025 | Asjabad   | Turkmenistán | Bandera de Turkmenistán | 3 – 1     | Bandera de Tailandia    | Tailandia    |
| 9 de octubre de 2025 |           | Sri Lanka    | Bandera de Sri Lanka    | –         | Bandera de Turkmenistán | Turkmenistán |
| 9 de octubre de 2025 |           | Tailandia    | Bandera de Tailandia    | –         | Bandera de China Taipéi | China Taipéi |
| 14 de octubre de 2025 |           | Turkmenistán | Bandera de Turkmenistán | –         | Bandera de Sri Lanka    | Sri Lanka    |
| 14 de octubre de 2025 |           | China Taipéi | Bandera de China Taipéi | –         | Bandera de Tailandia    | Tailandia    |
| 18 de noviembre de 2025 |           | Sri Lanka    | Bandera de Sri Lanka    | –         | Bandera de Tailandia    | Tailandia    |
| 18 de noviembre de 2025 |           | Turkmenistán | Bandera de Turkmenistán | –         | Bandera de China Taipéi | China Taipéi |
| 31 de marzo de 2026 |           | Tailandia    | Bandera de Tailandia    | –         | Bandera de Turkmenistán | Turkmenistán |
| 31 de marzo de 2026 |           | China Taipéi | Bandera de China Taipéi | –         | Bandera de Sri Lanka    | Sri Lanka    |

### Grupo E
| Pos. | Equipo     | Pts. | PJ | G | E | P | GF | GC | Dif. |  |            | Bandera de Siria | Bandera de Birmania | Bandera de Afganistán | Bandera de Pakistán |
| ---- | ---------- | ---- | -- | - | - | - | -- | -- | ---- |  | ---------- | ---------------- | ------------------- | --------------------- | ------------------- |
| 1    | Siria      | 6    | 2  | 2 | 0 | 0 | 3  | 0  | +3   |  |            | —                | 14 oct '25          | 31 mar '26            | 2 – 0               |
| 2    | Birmania   | 6    | 2  | 2 | 0 | 0 | 3  | 1  | +2   |  |            | 9 oct '25        | —                   | 2 – 1                 | 1 – 0               |
| 3    | Afganistán | 0    | 2  | 0 | 0 | 2 | 1  | 3  | −2   |  | 0 – 1      | 18 nov '25       | —                   | 14 oct '25            |                     |
| 4    | Pakistán   | 0    | 2  | 0 | 0 | 2 | 0  | 3  | −3   |  | 18 nov '25 | 31 mar '26       | 9 oct '25           | —                     |                     |

Actualizado a los partidos jugados el 10 de junio de 2025.
 Fuente: AFC
| \| Fecha \| Lugar \| Local \| \| Resultado \| \| Visitante \| \| ----------------------- \| ---------------------------- \| ---------- \| \| --------- \| \| ---------- \| \| 25 de marzo de 2025 \| Hofuf (Arabia Saudita)[n. 3] \| Siria \| \| 2 – 0 \| \| Pakistán \| \| 25 de marzo de 2025 \| Rangún \| Birmania \| \| 2 – 1 \| \| Afganistán \| \| 10 de junio de 2025 \| Rangún \| Birmania \| \| 1 – 0 \| \| Pakistán \| \| 10 de junio de 2025 \| Hofuf (Arabia Saudita)[n. 1] \| Afganistán \| \| 0 – 1 \| \| Siria \| \| 9 de octubre de 2025 \| \| Pakistán \| \| – \| \| Afganistán \| \| 9 de octubre de 2025 \| \| Siria \| \| – \| \| Birmania \| \| 14 de octubre de 2025 \| \| Afganistán \| \| – \| \| Pakistán \| \| 14 de octubre de 2025 \| \| Birmania \| \| – \| \| Siria \| \| 18 de noviembre de 2025 \| \| Pakistán \| \| – \| \| Siria \| \| 18 de noviembre de 2025 \| \| Afganistán \| \| – \| \| Birmania \| \| 31 de marzo de 2026 \| \| Siria \| \| – \| \| Afganistán \| \| 31 de marzo de 2026 \| \| Pakistán \| \| – \| \| Birmania \| |                        |            |                       |           |                       |            |
| Fecha | Lugar                  | Local      |                       | Resultado |                       | Visitante  |
| 25 de marzo de 2025 | Hofuf (Arabia Saudita) | Siria      | Bandera de Siria      | 2 – 0     | Bandera de Pakistán   | Pakistán   |
| 25 de marzo de 2025 | Rangún                 | Birmania   | Bandera de Birmania   | 2 – 1     | Bandera de Afganistán | Afganistán |
| 10 de junio de 2025 | Rangún                 | Birmania   | Bandera de Birmania   | 1 – 0     | Bandera de Pakistán   | Pakistán   |
| 10 de junio de 2025 | Hofuf (Arabia Saudita) | Afganistán | Bandera de Afganistán | 0 – 1     | Bandera de Siria      | Siria      |
| 9 de octubre de 2025 |                        | Pakistán   | Bandera de Pakistán   | –         | Bandera de Afganistán | Afganistán |
| 9 de octubre de 2025 |                        | Siria      | Bandera de Siria      | –         | Bandera de Birmania   | Birmania   |
| 14 de octubre de 2025 |                        | Afganistán | Bandera de Afganistán | –         | Bandera de Pakistán   | Pakistán   |
| 14 de octubre de 2025 |                        | Birmania   | Bandera de Birmania   | –         | Bandera de Siria      | Siria      |
| 18 de noviembre de 2025 |                        | Pakistán   | Bandera de Pakistán   | –         | Bandera de Siria      | Siria      |
| 18 de noviembre de 2025 |                        | Afganistán | Bandera de Afganistán | –         | Bandera de Birmania   | Birmania   |
| 31 de marzo de 2026 |                        | Siria      | Bandera de Siria      | –         | Bandera de Afganistán | Afganistán |
| 31 de marzo de 2026 |                        | Pakistán   | Bandera de Pakistán   | –         | Bandera de Birmania   | Birmania   |

### Grupo F
| Pos. | Equipo  | Pts. | PJ | G | E | P | GF | GC | Dif. |  |            | Bandera de Malasia | Bandera de Vietnam | Bandera de Laos | Bandera de Nepal |
| ---- | ------- | ---- | -- | - | - | - | -- | -- | ---- |  | ---------- | ------------------ | ------------------ | --------------- | ---------------- |
| 1    | Malasia | 6    | 2  | 2 | 0 | 0 | 6  | 0  | +6   |  |            | —                  | 4 – 0              | 14 oct '25      | 2 – 0            |
| 2    | Vietnam | 3    | 2  | 1 | 0 | 1 | 5  | 4  | +1   |  |            | 31 mar '26         | —                  | 5 – 0           | 14 oct '25       |
| 3    | Laos    | 3    | 2  | 1 | 0 | 1 | 2  | 6  | −4   |  | 9 oct '25  | 18 nov '25         | —                  | 2 – 1           |                  |
| 4    | Nepal   | 0    | 2  | 0 | 0 | 2 | 1  | 4  | −3   |  | 18 nov '25 | 9 oct '25          | 31 mar '26         | —               |                  |

Actualizado a los partidos jugados el 10 de junio de 2025.
 Fuente: AFC
| \| Fecha \| Lugar \| Local \| \| Resultado \| \| Visitante \| \| ----------------------- \| --------------- \| ------- \| \| --------- \| \| --------- \| \| 25 de marzo de 2025 \| Thủ Dầu Một \| Vietnam \| \| 5 – 0 \| \| Laos \| \| 25 de marzo de 2025 \| Iskandar Puteri \| Malasia \| \| 2 – 0 \| \| Nepal \| \| 10 de junio de 2025 \| Vientián \| Laos \| \| 2 – 1 \| \| Nepal \| \| 10 de junio de 2025 \| Kuala Lumpur \| Malasia \| \| 4 – 0 \| \| Vietnam \| \| 9 de octubre de 2025 \| \| Laos \| \| – \| \| Malasia \| \| 9 de octubre de 2025 \| \| Vietnam \| \| – \| \| Nepal \| \| 14 de octubre de 2025 \| \| Malasia \| \| – \| \| Laos \| \| 14 de octubre de 2025 \| \| Nepal \| \| – \| \| Vietnam \| \| 18 de noviembre de 2025 \| \| Laos \| \| – \| \| Vietnam \| \| 18 de noviembre de 2025 \| \| Nepal \| \| – \| \| Malasia \| \| 31 de marzo de 2026 \| \| Vietnam \| \| – \| \| Malasia \| \| 31 de marzo de 2026 \| \| Nepal \| \| – \| \| Laos \| |                 |         |                    |           |                    |           |
| Fecha | Lugar           | Local   |                    | Resultado |                    | Visitante |
| 25 de marzo de 2025 | Thủ Dầu Một     | Vietnam | Bandera de Vietnam | 5 – 0     | Bandera de Laos    | Laos      |
| 25 de marzo de 2025 | Iskandar Puteri | Malasia | Bandera de Malasia | 2 – 0     | Bandera de Nepal   | Nepal     |
| 10 de junio de 2025 | Vientián        | Laos    | Bandera de Laos    | 2 – 1     | Bandera de Nepal   | Nepal     |
| 10 de junio de 2025 | Kuala Lumpur    | Malasia | Bandera de Malasia | 4 – 0     | Bandera de Vietnam | Vietnam   |
| 9 de octubre de 2025 |                 | Laos    | Bandera de Laos    | –         | Bandera de Malasia | Malasia   |
| 9 de octubre de 2025 |                 | Vietnam | Bandera de Vietnam | –         | Bandera de Nepal   | Nepal     |
| 14 de octubre de 2025 |                 | Malasia | Bandera de Malasia | –         | Bandera de Laos    | Laos      |
| 14 de octubre de 2025 |                 | Nepal   | Bandera de Nepal   | –         | Bandera de Vietnam | Vietnam   |
| 18 de noviembre de 2025 |                 | Laos    | Bandera de Laos    | –         | Bandera de Vietnam | Vietnam   |
| 18 de noviembre de 2025 |                 | Nepal   | Bandera de Nepal   | –         | Bandera de Malasia | Malasia   |
| 31 de marzo de 2026 |                 | Vietnam | Bandera de Vietnam | –         | Bandera de Malasia | Malasia   |
| 31 de marzo de 2026 |                 | Nepal   | Bandera de Nepal   | –         | Bandera de Laos    | Laos      |

## Clasificados
| Bandera de Arabia Saudita | Bandera de Australia | Bandera de Baréin | Bandera de Catar |
| Arabia Saudita            | Australia            | Baréin            | Catar            |
| Anfitrión                 | 1.° Grupo I (SR)     | 2.° Grupo H (SR)  | 1.° Grupo A (SR) |

| Bandera de la República Popular China | Bandera de Corea del Norte | Bandera de Corea del Sur | Bandera de Emiratos Árabes Unidos |
| China                                 | Corea del Norte            | Corea del Sur            | Emiratos Árabes Unidos            |
| 2.° Grupo C (SR)                      | 2.° Grupo B (SR)           | 1.° Grupo C (SR)         | 1.° Grupo H (SR)                  |

| Bandera de Indonesia | Bandera de Irán  | Bandera de Irak  | Bandera de Japón |
| Indonesia            | Irán             | Irak             | Japón            |
| 2.° Grupo F (SR)     | 1.° Grupo E (SR) | 1.° Grupo F (SR) | 1.° Grupo B (SR) |

| Bandera de Jordania | Bandera de Kirguistán | Bandera de Kuwait | Bandera de Omán  |
| Jordania            | Kirguistán            | Kuwait            | Omán             |
| 1.° Grupo G (SR)    | 2.° Grupo D (SR)      | 2.° Grupo A (SR)  | 1.° Grupo D (SR) |

| Bandera de Palestina | Bandera de Uzbekistán | Bandera de ? | Bandera de ? |
| Palestina            | Uzbekistán            | TBD          | TBD          |
| 2.° Grupo I (SR)     | 2.° Grupo E (SR)      |              |              |

| Bandera de ? | Bandera de ? | Bandera de ? | Bandera de ? |
| TBD          | TBD          | TBD          | TBD          |
|              |              |              |              |